# Pianostämning
Pianostämning avser processen att stämma ett piano, det vill säga justering av strängarnas spänning i syfte att få dem att vibrera med korrekta frekvenser, något som vanligtvis utförs av en pianostämmare. Proceduren är tidskrävande och komplex eftersom de flesta tangenter på ett piano slår an tre strängar vilka alla måste stämmas, samt på grund av att justering av en strängs spänning oundvikligen påverkar spänningen av alla instrumentets strängar.
Vid pianostämning används en referenston som strängarna till en av tangenterna stäms till. Vanligtvis används då frekvensen 440 Hz för pianots A-tangent över ettstrukna C. Därefter stäms resterande strängar i relation till denna enligt liksvävande temperatur. Beroende på hur ostämt instrumentets strängar var kan detta behöva upprepas en eller flera gånger.